# Cup-Produkt
Das Cup-Produkt bezeichnet in der Algebraischen Topologie eine multiplikative Struktur auf einer Kohomologie. Dadurch erhält man auf der Kohomologie eine Ringstruktur, die als Kohomologiering bezeichnet wird. Ein analoges Produkt für Homologien gibt es nicht.
Für topologische Räume {\displaystyle X} und natürliche Zahlen {\displaystyle p,q} definiert das Cup-Produkt ein Produkt
{\displaystyle H^{p}(X)\times H^{q}(X)\rightarrow H^{p+q}(X)}
{\displaystyle (\alpha ,\beta )\rightarrow \alpha \cup \beta }
mit den Eigenschaften
{\displaystyle \alpha \cup \beta =(-1)^{pq}\beta \cup \alpha } (graduierte Kommutativität)
{\displaystyle f^{*}(\alpha \cup \beta )=f^{*}\alpha \cup f^{*}\beta } für alle stetigen Abbildungen {\displaystyle f\colon Y\rightarrow X} (Natürlichkeit)
{\displaystyle \alpha \cup (\beta _{1}+\beta _{2})=\alpha \cup \beta _{1}+\alpha \cup \beta _{2}} (Distributivität)
{\displaystyle \alpha \cup (\beta \cup \gamma )=(\alpha \cup \beta )\cup \gamma } (Assoziativität).

## Definition
Im Folgenden werden drei Definitionen für das Cup-Produkt dargestellt. Die Definition des Cup-Produkts für die singuläre Kohomologie ist die allgemeinste der drei und umfasst die Definitionen für die De-Rham- und die simpliziale Kohomologie.

### De-Rham-Kohomologie
Diese Definition setzt voraus, dass {\displaystyle X} eine differenzierbare Mannigfaltigkeit ist.
In der De-Rham-Kohomologie werden Kohomologieklassen durch Differentialformen repräsentiert. Für das äußere Produkt von Differentialformen {\displaystyle \omega \in \Omega ^{p}(X),\eta \in \Omega ^{q}(X)} gilt die Leibniz-Regel {\displaystyle d(\omega \wedge \eta )=d\omega \wedge \eta +(-1)^{p}\omega \wedge d\eta }. Man kann deshalb das Cup-Produkt der von {\displaystyle \omega } und {\displaystyle \eta } repräsentierten Kohomologieklassen {\displaystyle \alpha =\left[\omega \right],\beta =\left[\eta \right]} durch
{\displaystyle \left[\omega \right]\cup \left[\eta \right]=\left[\omega \wedge \eta \right]}
definieren und erhält wegen der Leibniz-Regel eine wohldefinierte Abbildung der Kohomologiegruppen.

### Simpliziale Kohomologie
Diese Definition setzt voraus, dass {\displaystyle X} ein Simplizialkomplex ist.
In der simplizialen Kohomologie werden Kohomologieklassen {\displaystyle \alpha \in H^{n}(X;R)} durch Homomorphismen {\displaystyle f\colon C_{n}(X)\rightarrow R} repräsentiert, wobei {\displaystyle C_{n}(X)} die {\displaystyle n}-te Kettengruppe, also die freie abelsche Gruppe über der Menge der {\displaystyle n}-Simplizes des Simplizialkomplexes {\displaystyle X} ist. Für einen {\displaystyle (p+q)}-Simplex {\displaystyle \left[v_{0},\ldots ,v_{p+q}\right]} bezeichnen wir mit {\displaystyle \left[v_{0},\ldots ,v_{p}\right]} bzw. {\displaystyle \left[v_{p},\ldots ,v_{p+q}\right]} die von den ersten {\displaystyle p} bzw. letzten {\displaystyle q} Ecken aufgespannten Untersimplizes. Fūr zwei Homomorphismen {\displaystyle f\colon C_{p}(X)\rightarrow R}, {\displaystyle g\colon C_{q}(X)\rightarrow R} definiert man {\displaystyle f\cup g:C_{p+q}(X)\rightarrow R} durch
{\displaystyle (f\cup g)(\left[v_{0},\ldots ,v_{n}\right])=f(\left[v_{0},\ldots ,v_{p}\right])g(\left[v_{p},\ldots ,v_{p+q}\right])}.
Diese Verknüpfung erfüllt die Leibniz-Regel {\displaystyle d(f\cup g)=df\cup g+(-1)^{p}f\cup dg}, man erhält also eine wohldefinierte Abbildung der Kohomologiegruppen, indem man das Cup-Produkt der Kohomologieklassen von {\displaystyle f} und {\displaystyle g} als die Kohomologieklasse von {\displaystyle f\cup g} definiert.

### Singuläre Kohomologie
Diese Definition funktioniert für beliebige topologische Räume, im Falle von differenzierbaren Mannigfaltigkeiten bzw. Simplizialkomplexen ist die so definierte Ringstruktur auf der singulären Kohomologie isomorph zu den oben definierten Ringstrukturen auf De-Rham- bzw. simplizialer Kohomologie.
Sei {\displaystyle R} ein Ring und {\displaystyle H^{\bullet }(X;R)} die singuläre Kohomologie mit Koeffizienten in {\displaystyle R}. Kohomologieklassen {\displaystyle \alpha \in H^{n}(X;R)} werden durch Homomorphismen {\displaystyle f\colon C_{n}(X)\rightarrow R} repräsentiert, wobei {\displaystyle C_{n}(X)} die {\displaystyle n}-te singuläre Kettengruppe, also die freie abelsche Gruppe über der Menge aller stetigen Abbildungen des Standard-{\displaystyle n}-Simplexes {\displaystyle \Delta ^{n}} nach {\displaystyle X} ist. Man bezeichnet mit {\displaystyle \iota _{0\ldots p}\colon \Delta ^{p}\rightarrow \Delta ^{p+q}} beziehungsweise {\displaystyle \iota _{p\ldots p+q}\colon \Delta ^{q}\rightarrow \Delta ^{p+q}} die Inklusionen des Standard-{\displaystyle p}- beziehungsweise {\displaystyle q}-Simplexes als „vordere {\displaystyle p}-dimensionale Seite“ beziehungsweise „hintere {\displaystyle q}-dimensionale Seite“ in den Standard-{\displaystyle (p+q)}-Simplex.
Für einen singulären {\displaystyle (p+q)}-Simplex {\displaystyle \sigma :\Delta ^{p+q}\rightarrow X} und Koketten {\displaystyle f\colon C_{p}(X)\rightarrow R}, {\displaystyle g\colon C_{q}(X)\rightarrow R} definiert man
{\displaystyle (f\cup g)(\sigma )=f(\sigma \circ \iota _{0\ldots p})g(\sigma \circ \iota _{p\ldots p+q})}.
Diese Verknüpfung erfüllt die Leibniz-Regel {\displaystyle d(f\cup g)=df\cup g+(-1)^{p}f\cup dg}, man erhält also eine wohldefinierte Abbildung der Kohomologiegruppen, indem man das Cup-Produkt der Kohomologieklassen von {\displaystyle f} und {\displaystyle g} als die Kohomologieklasse von {\displaystyle f\cup g} definiert.
Das Cup-Produkt definiert eine zusätzliche, multiplikative Struktur auf den Kohomologiegruppen. Man kann mit Hilfe dieser multiplikativen Struktur manchmal Räume unterscheiden, deren Kohomologiegruppen als (additive) abelsche Gruppen isomorph sind.

## Schnittform und Signatur
Für eine geschlossene, orientierbare {\displaystyle 4n}-dimensionale Mannigfaltigkeit {\displaystyle M} existiert ein Isomorphismus {\displaystyle H^{4n}(M;\mathbb {Z} )\cong \mathbb {Z} }. Das Cup-Produkt definiert somit eine symmetrische Bilinearform
{\displaystyle H^{2n}(M;\mathbb {Z} )\times H^{2n}(M;\mathbb {Z} )\rightarrow \mathbb {Z} },
die sogenannte Schnittform.
Die Signatur von {\displaystyle M} ist per Definition die Signatur dieser symmetrischen Bilinearform. Der Hirzebruchsche Signatursatz besagt, dass man die Signatur als Polynom in den Pontrjagin-Klassen darstellen kann.
Einfach zusammenhängende differenzierbare 4-Mannigfaltigkeiten werden bis auf Homöomorphie (aber nicht Diffeomorphie) durch ihre Schnittform klassifiziert.
Für die Klassifikation einfach zusammenhängender topologischer 4-Mannigfaltigkeiten benötigt man neben der Schnittform noch die Kirby-Siebenmann-Invariante.